# Caloplaca flavovirescens
Caloplaca flavovirescens är en lavart som först beskrevs av Franz Xaver von Wulfen, och fick sitt nu gällande namn av Dalla Torre & Sarnth. Caloplaca flavovirescens ingår i släktet orangelavar och familjen Teloschistaceae.  Arten är reproducerande i Sverige. Inga underarter finns listade i Catalogue of Life.

## Källor

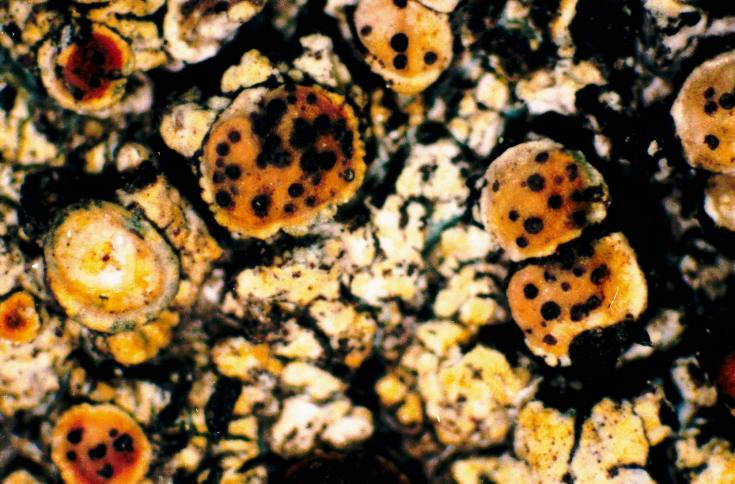
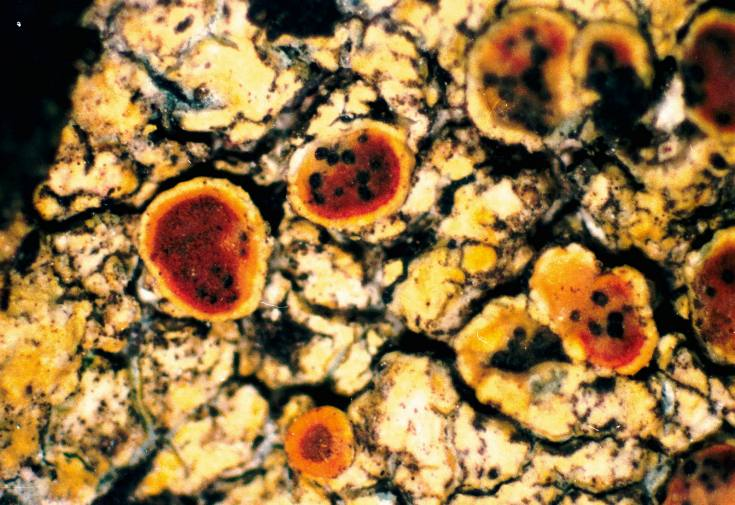
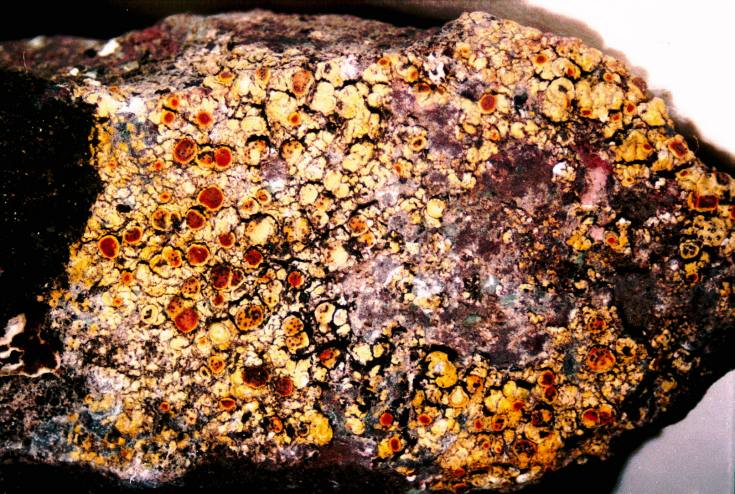